# Avenida das Rendeiras
A Avenida das Rendeiras é uma avenida de Florianópolis, Santa Catarina. É uma das principal vias do distrito da Lagoa da Conceição, costeando a Lagoa de Fora, a porção norte da Lagoa da Conceição. Liga o Centrinho ao Retiro da Lagoa, sendo o principal acesso as praias do leste da Ilha de Santa Catarina.
A movimentada via fica próxima as Dunas da Joaquina, e possui forte comércio local, praticantes de esportes como kitesurf, windsurf, parapente e sandboard e ainda a cultura local, com destaque para as rendeiras que dão nome a via.

## Nome
É conhecida por este nome por causa das rendeiras que ali viviam - ainda encontram-se pequenas casinhas de madeira com rendeiras nativas expondo suas rendas de bilros, apesar da atividade estar em decadência.

## Características
A Avenida das Rendeiras começa logo depois da ponte sobre a Lagoa, ficando próxima da Freguesia da Lagoa da Conceição - também chamada de Centrinho da Lagoa - e do terminal lacustre, que concentra o transporte por barcos na região.
A primeira parte da via também fica bem próxima as dunas da Joaquina, enquanto a segunda tem um bairro maior, o Retiro da Lagoa.
Praticamente só existem casas e comércios ao sul da via, com o lado norte ficando a beira da lagoa. Trechos gramados entre a avenida e a lagoa servem como local para o lazer de famílias e amigos e atividades esportivas e culturais, especialmente esportes náuticos. Pela avenida, muitas pessoas caminham ou correm. Por toda a sua extensão há restaurantes especializados em frutos do mar, bares e casas noturnas.

Por anos se discute a duplicação da avenida, que sofre com congestionamentos constantes, especialmente na temporada de verão. Uma intervenção foi feita no Retiro da Lagoa, onde a Avenida das Rendeiras se tornou via de mão única no sentido leste-oeste, formando um binário com uma nova via paralela construída para melhorar o trânsito.
| {{{caption}}}                                |
| A avenida na orla da lagoa, junto das dunas. |

| {{{caption}}}                                    |
| Em muitos lugares, a avenida fica junto da água. |

| {{{caption}}}                                                                           |
| A Lagoa de Fora vista da ponte, com a parte inicial da Avenida das Rendeiras a direita. |